# Iglesia de Santa Cruz (Medina de Rioseco)
La iglesia de Santa Cruz es un templo católico ubicado en la localidad de Medina de Rioseco, Provincia de Valladolid, Castilla y León, España.

## Historia

### Antigua Iglesia
En la ubicación de la actual iglesia hubo una anterior, que poseía una torre con un reloj, del que tan sólo se conserva una de las capillas, de estilo gótico primitivo y cuyos restos se encuentran hoy empotrados en una vivienda del lado izquierdo de la plaza.

### Actual Iglesia
Se empezó a construir a finales del siglo XVI de estilo herreriano, con un diseño de Rodrigo Gil de Hontañón, que por falta de presupuesto no llegó a realizarse. Sus obras su sucedieron a lo largo del siglo XVII con numerosos avatares. Sus trazas son atribuidas a los maestros canteros cántabros Juan de Nates y Felipe de la Cajiga. La fachada es su elemento más singular; recrea el diseño del arquitecto italiano Jacopo Vignola para la iglesia del Gesù, de Roma, aunque con influjos herrerianos que aportan cierta severidad. El interior sigue los modelos de las iglesias jesuíticas, con la nave central más ancha de toda España y capillas laterales unidas por pasadizos. El interior se encontraba en siglos pasados ricamente adornado con retablos barrocos, una lámpara de grandes dimensiones, enterramientos, etc., convirtiéndose gracias a numerosos riosecanos desplazados a Las Indias, en la parroquia más rica de la ciudad. A finales de los años 1960 sufrió un grave incendio y en 1974 su fachada principal tuvo que ser sujetada con enormes contrafuertes al amenazar con venirse abajo. Esta dolencia ya la venía sufriendo desde siglos atrás, cuando tras el Terremoto de Lisboa de 1755, tuvo que desmontarse el coro, construir una nueva tribuna para el órgano y cerrar los arcos de las primeras capillas laterales. Al poco de reconstruirse esta fachada, (labor durante la cual se eliminó la cruz del remate), la bóveda principal se vino abajo. Su reconstrucción fue costosa y controvertida. En 1996 se restauró el atrio y se eliminaron los antiguos leones de piedra que marcaban el límite jurisdiccional de la parroquia en épocas anteriores, colocándose una lápida con una inscripción errónea en latín. Hoy alberga el Museo de Semana Santa y conserva en su interior varios retablos procedentes del mismo templo.

## Galería

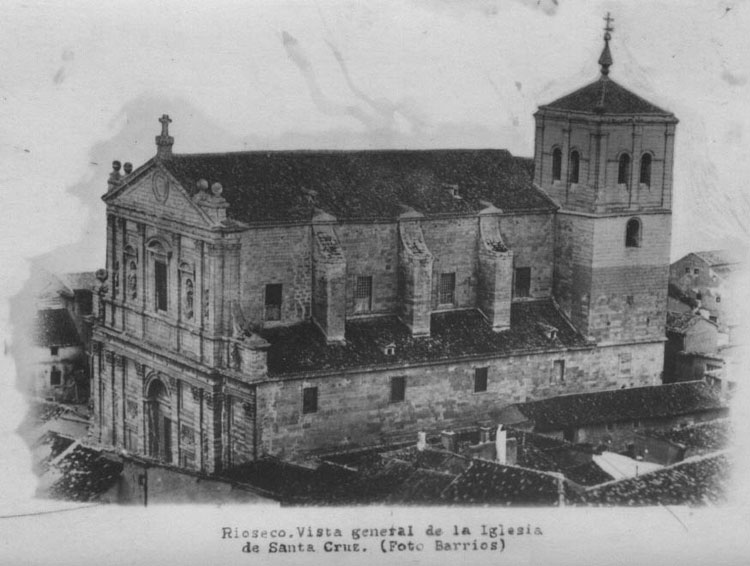
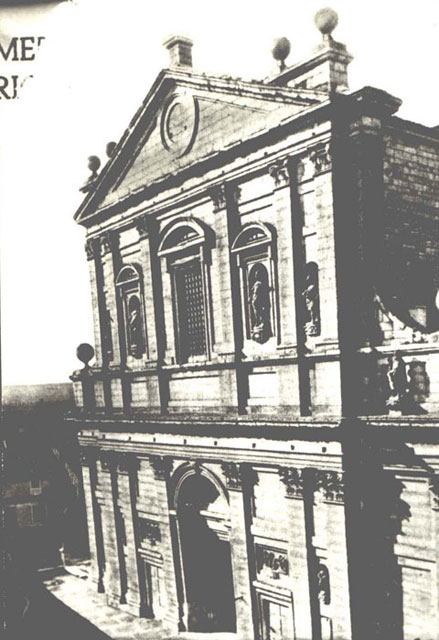
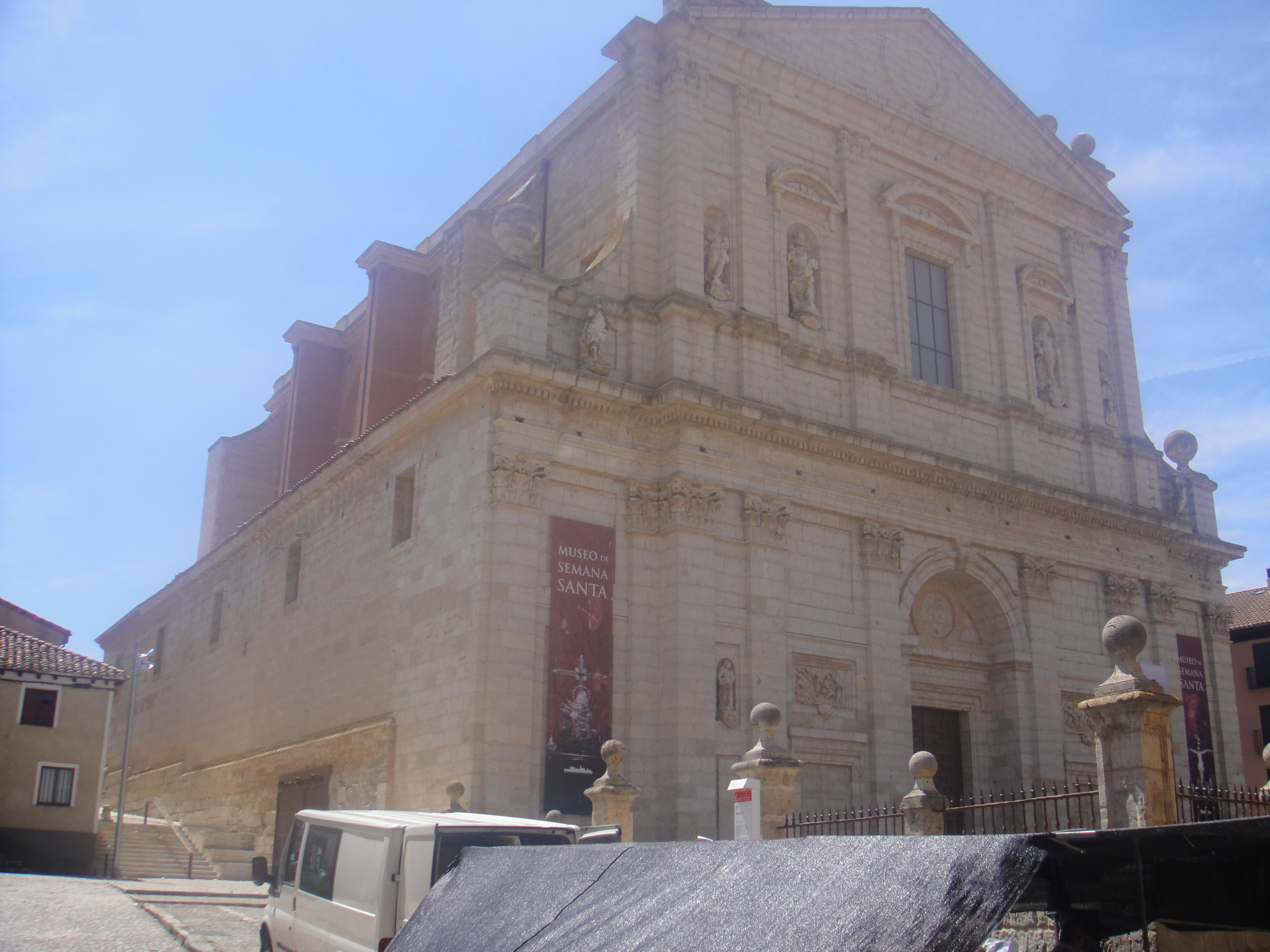
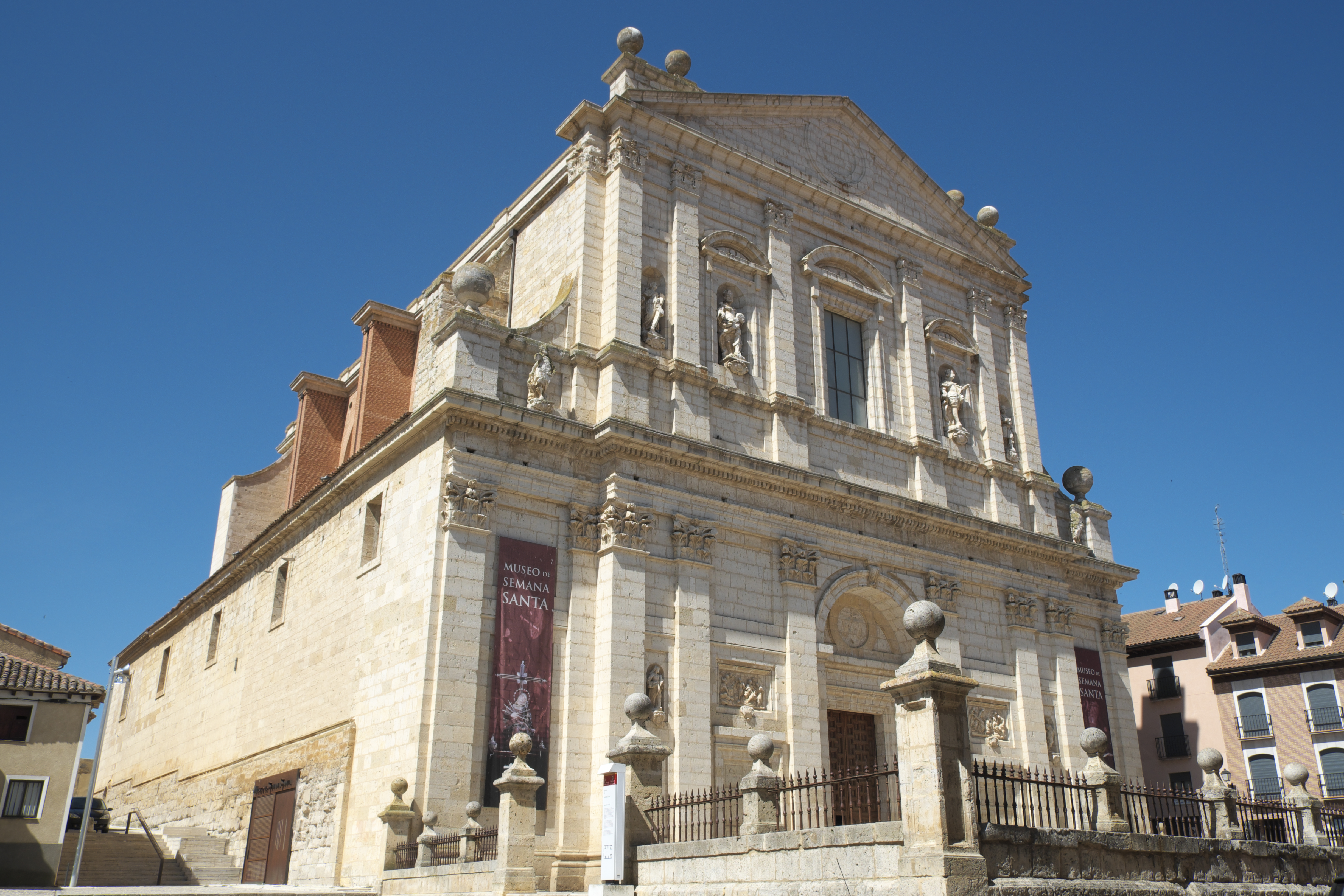
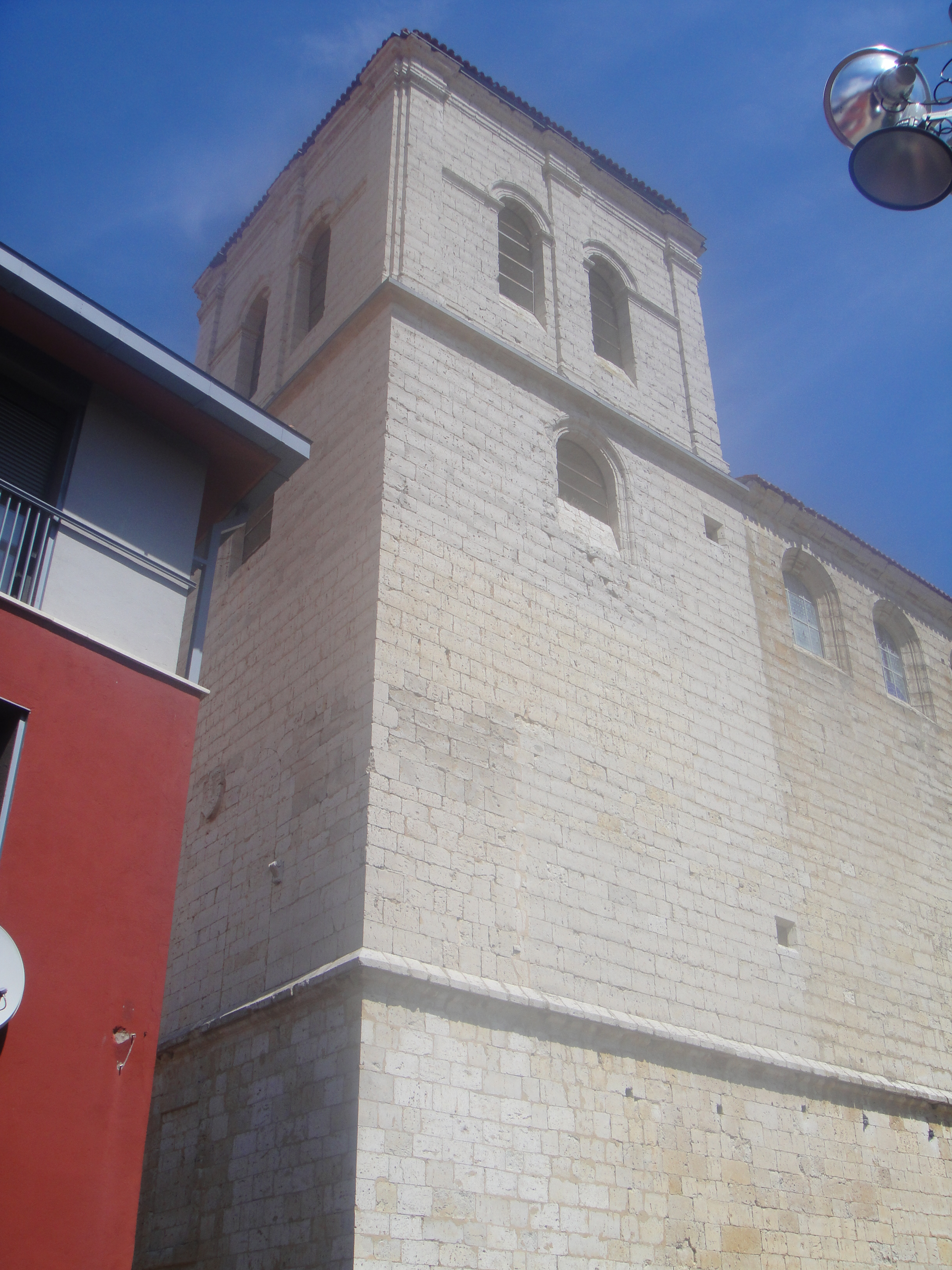
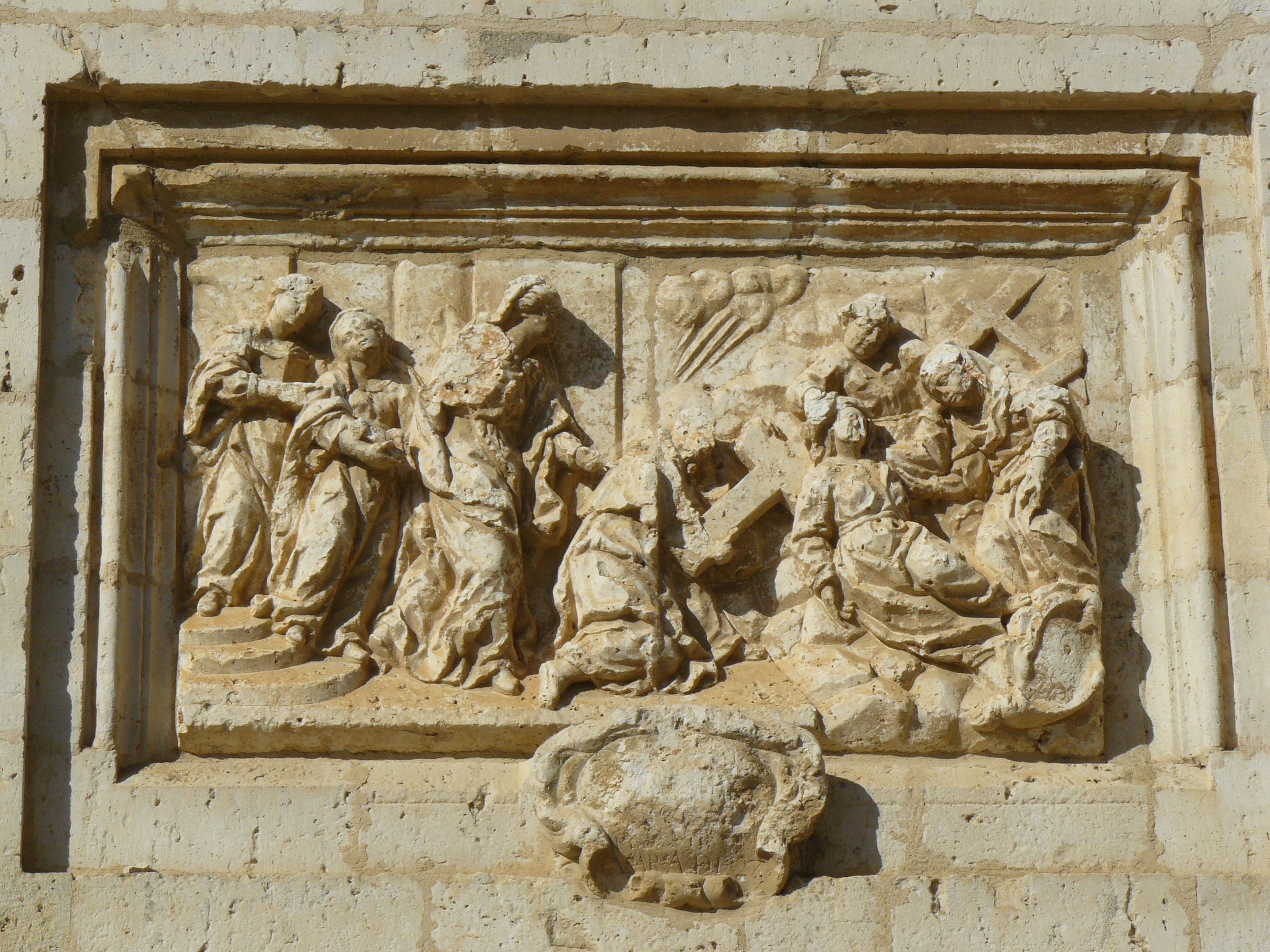
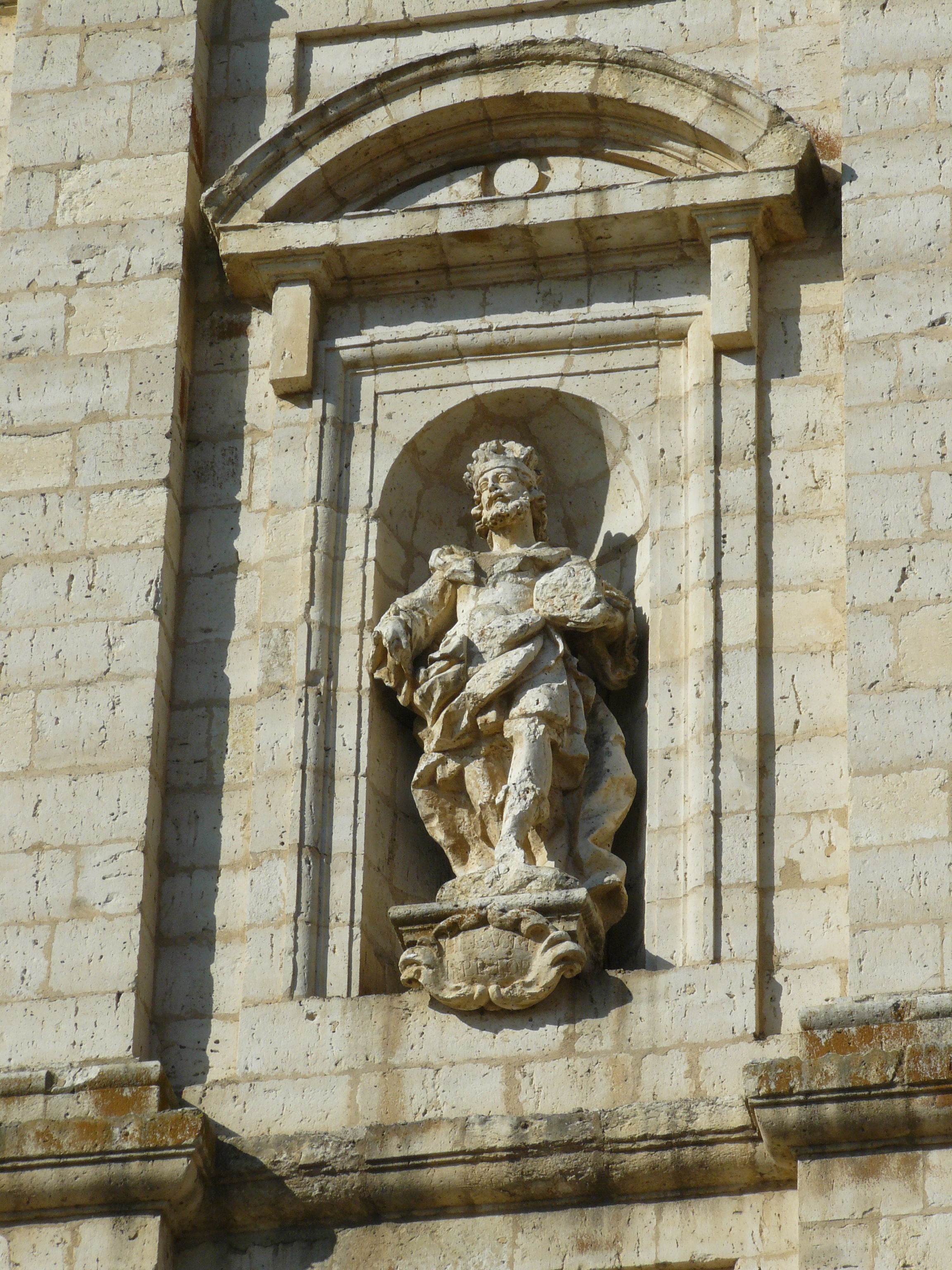